# 亨氏马先蒿
亨氏马先蒿（学名：Pedicularis henryi）为列当科马先蒿属的植物，为中国的特有植物。分布于中国大陆的湖北、长江、广西、广东、江苏、湖南、云南、江西、贵州等地，生长于海拔400米至1,420米的地区，多生长在空旷处、草丛和林边，目前尚未由人工引种栽培。